# Zvijezda (Vareš)
Pour les articles homonymes, voir Zvijezda.
Zvijezda (en cyrillique : Звијезда) est un village de Bosnie-Herzégovine. Il est situé dans la municipalité de Vareš, dans le canton de Zenica-Doboj et dans la fédération de Bosnie-et-Herzégovine. Selon les premiers résultats du recensement bosnien de 2013, il compte 27 habitants.
Avant 1971, le village était rattaché à la localité d'Osoje ; depuis 1971, il est recensé comme une entité administrative à part entière.

## Géographie
Le village est situé au bord de la rivière Ponikva, un affluent de la Stavnja.

## Démographie

### Évolution historique de la population dans la localité
| 1948 | 1953 | 1961 | 1971 | 1981 | 1991 | 2013 |
| ---- | ---- | ---- | ---- | ---- | ---- | ---- |
| -    | -    | -    | 135  | 83   | 118  | 27   |

|  |